# In Battle... There Is No Law
In Battle... There Is No Law è un EP del gruppo musicale tedesco Heaven Shall Burn, pubblicato nel 1998.

## Descrizione
Inizialmente pubblicato nel 1998 con l'etichetta Deeds of Revolution, venne riproposto nel 2002 come CD compilation per la Circulation Records, avente una tracklist ovviamente più estesa rispetto all'extended play. È inoltre esistente una versione del 2004 della più famosa Lifeforce Records, con scritto in copertina un titolo più breve: In Battle....

## Tracce
EP (1998)
1. Partisan – 4:17
2. Forthcoming Fire – 4:23
3. Thoughts of Superiority – 4:59
4. Mandatory Slaughtery – 6:59
5. Remember the Fallen – 4:49

Raccolta (2002)
1. Partisan 2002 – 3:14
2. Eternal – 4:00
3. Demise – 2:23
4. Competition in Hatred – 2:33
5. Forthcoming Fire – 4:22
6. Thoughts of Superiority – 4:58
7. Mandatory – 6:57
8. The Fallen – 4:51
9. Harmony Dies (demo '97) – 3:43
10. An Ethic (demo '97) – 3:35
11. The Fallen (demo '97) – 5:24
12. The Chaos Before (demo '96) – 6:23

## Formazione
- Marcus Bischoff - voce
- Eric Bischoff - basso
- Matthias Voigt - batteria
- Maik Weichert - chitarra
- Patrick Schleitzer - chitarra